# Pierre Barbier (wielrenner)
Pierre Barbier (Beauvais, 25 september 1997) is een Frans wielrenner die anno 2025 rijdt voor Wagner Bazin WB, hij heeft een oudere broer Rudy die ook wielrenner was.

## Carrière
Als junior werd Barbier onder meer tiende in Gent-Menen en zeventiende in Parijs-Roubaix.
In 2016 reed Barbier voor de opleidingsploeg van BMC. Namens deze ploeg werd hij onder meer vijfde in de Grand Prix de la ville de Pérenchies.
Barbier werd in 2018 tweede in de Grote Prijs Jean-Pierre Monseré, achter André Looij. Na twee jaar voor Roubaix Lille Métropole te hebben gereden, werd Barbier in 2020 prof bij NIPPO DELKO One Provence. In de Ronde van Bulgarije van dat jaar won hij één etappe. Het jaar erna werd hij onder meer derde in Cholet-Pays de la Loire en nam hij deel aan Parijs-Roubaix. In 2022 behaalde hij meerdere toptienplaatsen in vooral Belgische en Franse eendagskoersen.
In 2024 maakte Barbier de overstap naar Philippe Wagner/Bazin. In januari van dat jaar won hij een etappe in de Ronde van Sharjah.

## Overwinningen
2020 - 1 zege
3e etappe Ronde van Bulgarije
2024 - 3 zeges
2e en 5e etappe Ronde van Sharjah
Puntenklassement Ronde van Sharjah
3e en 4e etappe Ronde de l'Oise
Eind- en puntenklassement Ronde de l'Oise

## Resultaten in voornaamste wedstrijden
|      | \| Jaar \| Gent-Wevelgem \| Parijs-Roubaix \| \| ---- \| ------------- \| -------------- \| \| 2021 \| \| opgave \| \| 2022 \| 83e \| 91e \| |                |
| Jaar | Gent-Wevelgem | Parijs-Roubaix |
| 2021 | | opgave         |
| 2022 | 83e | 91e            |

## Ploegen
- 2016 –  Roubaix Lille Métropole (stagiair vanaf 1 augustus)
- 2018 –  Roubaix Lille Métropole
- 2019 –  Natura4Ever-Roubaix Lille Métropole
- 2020 –  NIPPO DELKO One Provence
- 2021 –  DELKO
- 2022 –  B&B Hotels-KTM
- 2023 –  CIC U Nantes Atlantique
- 2024 –  Philippe Wagner/Bazin
- 2025 –  Wagner Bazin WB

Barbier · Barthe · Boileau · Bonnamour · Chevalier · Debusschere · Ferasse · Gautier · Gougeard · Heidemann · Hivert · Jauregui · Koretzky · Lagrée · Laurance · Lecroq · Lemoine · Lietaer · Morice · Mozzato · Parisella · Rolland · Schönberger · Warlop · Dauphin (stagiair) · Mahoudo (stagiair) · Rouland (stagiair)